# Kathy Smith
Kathleen "Kathy" Critchlow-Smith (Maidenhead, 23 november 1948) is een Brits boogschutter.
Smith werd geboren met een heupafwijking. Ze begon in 1984 met boogschieten en schiet met een recurveboog. Ze doet mee in de W1/W2-klasse, ze stapte in 1997 over van staand schieten naar schieten vanuit een rolstoel. In 1989 werd ze lid van het Brits nationaal team. Ze debuteerde op de Paralympische Zomerspelen in Barcelona (1992), waar buiten de prijzen viel. Met het Brits team (met als vaste teamgenoot Anita Chapman) won ze op de volgende Spelen achtereenvolgens brons, zilver en goud. Haar beste individuele resultaat behaalde ze in Sydney (2000), toen ze een zilveren medaille won. Smith doet in Peking (2008) voor de vijfde keer mee aan de Spelen.

## Palmares
| 1996 Paralympische Zomerspelen (team) 2000 Paralympische Zomerspelen (team) Paralympische Zomerspelen (individueel) | 2004 Paralympische Zomerspelen (team) |